# Nikołaj Czełnokow
Nikołaj Wasiljewicz Czełnokow (ros. Николай Васильевич Челноков, ur. 26 kwietnia?/9 maja 1906 w Irkucku, zm. 16 lipca 1974 w Moskwie) – radziecki lotnik wojskowy, generał major lotnictwa, dwukrotny Bohater Związku Radzieckiego (1942 i 1944).

## Życiorys
Urodził się w rodzinie kolejarza. Skończył 9 klas, od 1928 służył w Armii Czerwonej, w 1929 ukończył Leningradzką Wojskowo-Teoretyczną Szkołę Sił Powietrznych, w 1930 wojskową lotniczą szkołę pilotów w Borisoglebsku, a w 1931 wojskową lotniczą szkołę lotników morskich w Sewastopolu. Uczestniczył w wojnie z Finlandią 1939-1940, wykonując 40 lotów bojowych, od 1940 należał do WKP(b), od 1941 brał udział w wojnie z Niemcami. Jako dowódca eskadry 57 pułku lotnictwa szturmowego Sił Powietrznych Floty Bałtyckiej walczył pod Leningradem do początku stycznia 1942 wykonał 58 lotów bojowych, latem 1943 został przeniesiony do lotnictwa Floty Czarnomorskiej. Uczestniczył w wyzwalaniu Kerczu, Teodozji i Sewastopola, po wyzwoleniu Krymu powrócił do lotnictwa Floty Bałtyckiej jako dowódca 8 gwardyjskiego pułku lotnictwa szturmowego, do lipca 1944 wykonał jeszcze 219 lotów bojowych, biorąc udział m.in. w zajęciu wyspy Ozylia oraz miast Pillau i Gdańsk. Łącznie podczas wojny wykonał ponad 270 lotów bojowych. W 1945 skończył kursy akademickie przy Akademii Marynarki Wojennej, a w 1949 Wojskową Akademię Sztabu Generalnego, po czym otrzymał stopień generała majora lotnictwa. W 1954 zakończył służbę wojskową. Był deputowanym do Rady Najwyższej ZSRR 2 kadencji.

## Odznaczenia
- Złota Gwiazda Bohatera Związku Radzieckiego (dwukrotnie – 14 czerwca 1942[1] i 19 sierpnia 1944)
- Order Lenina (trzykrotnie)
- Order Czerwonego Sztandaru (czterokrotnie)
- Order Uszakowa II klasy
- Order Czerwonej Gwiazdy
- Order „Znak Honoru”

I medale.